# Latin Lover (film)
Latin Lover è un film del 2015, diretto da Cristina Comencini.
È l'ultimo film in cui ha recitato Virna Lisi, morta pochi mesi dopo la fine delle riprese, e a lei dedicato.

## Trama
Saverio Crispo, uno dei più grandi attori del cinema italiano e internazionale, è morto da dieci anni. Le sue quattro figlie, avute da mogli diverse in altrettante parti del mondo, si radunano nella grande casa del paesino pugliese di San Vito dei Normanni dove l'attore è nato e morto, per una serie di eventi organizzati per il decennale della sua scomparsa. C'è la figlia italiana Susanna con il compagno Walter, montatore degli ultimi film di Saverio, con cui è fidanzata clandestinamente; la figlia francese Stéphanie, con il più piccolo dei tre figli avuti da tre padri diversi; la figlia spagnola, Segunda, insieme al marito Alfonso; l'ultima figlia svedese Solveig, che il padre non ha quasi mai visto.
Ci sono anche le due vedove, la prima moglie italiana Rita e la seconda moglie spagnola Ramona. Nessuna delle figlie ha conosciuto veramente il grande padre, ma ognuna lo ha mitizzato e amato nelle diverse fasi della sua trionfale carriera.
Alla fine si presenta anche la quinta figlia, americana, Shelley.

## Distribuzione
Il trailer è uscito in anteprima sul sito dell'Ansa.
Il film è uscito nelle sale cinematografiche il 19 marzo 2015.

## Errori
Nella scena della conferenza stampa vi è un piccolo errore di montaggio: Stéphanie si accorge che i cavalieri con i nomi di mogli e figlie sono disposti in modo erroneo, così ognuna prende il proprio cavaliere e lo scambia con l'altra. Si vede che il cavaliere con il nome di Susanna arriva nelle mani di Angela Finocchiaro, ma subito dopo la sorella Segunda la chiama e le passa (nuovamente) il cavaliere con scritto "Susanna Crispo".
Quando Ramona, calva, si infila la parrucca per andare alla proiezione, questa parrucca scompare quando lei sta assistendo alla proiezione.

## Riconoscimenti
- 2015 - David di Donatello
  - Nomination Migliore attrice protagonista a Virna Lisi
  - Nomination Migliori costumi a Alessandro Lai
  - Nomination Miglior trucco a Ermanno Spera
  - Nomination Migliori acconciature a Alberta Giuliani
- 2015 - Nastro d'argento
  - Nomination Migliore commedia a Cristina Comencini
  - Nomination Migliore attore non protagonista a Francesco Scianna
  - Nomination Migliore attrice non protagonista a Valeria Bruni Tedeschi
  - Nomination Migliori costumi a Alessandro Lai
  - Nomination Migliore montaggio a Francesca Calvelli
  - Nomination Miglior casting director a Laura Muccino
- 2015 - Globo d'oro
  - Miglior musica a Andrea Farri
  - Nomination Miglior commedia a Cristina Comencini
  - Nomination Miglior attore a Francesco Scianna
  - Nomination Miglior attrice a Virna Lisi
- 2015 - Ciak d'oro
  - Nomination Miglior fotografia a Italo Petriccione
  - Nomination Miglior montaggio a Francesca Calvelli
  - Nomination Miglior sonoro in presa diretta a Maurizio Argentieri e Vincenzo Nardi
  - Nomination Miglior manifesto a Monica Miceli e Alessandro Colella